# Septoria lycopersici
Septoria lycopersici Speg., 1881 è una specie di fungo ascomicete parassita delle piante. Causa la septoriosi del pomodoro.